# Billy Walsh (1921-2006)
Billy Walsh (Dublino, 31 maggio 1921 – Noosa, 28 luglio 2006) è stato un calciatore irlandese, di ruolo centrocampista.

## Carriera

### Club
Ha giocato nella massima serie del campionato inglese con il Manchester City.

### Nazionale
Ha giocato sia con la Nazionale irlandese IFA (poi divenuta Irlanda del Nord), sia con quella della Repubblica d'Irlanda (FAI).

## Palmarès

### Club

#### Competizioni nazionali
- Second Division: 1

Manchester City: 1946-1947